# Wurfbainia graminea
Wurfbainia graminea là một loài thực vật có hoa trong họ Gừng. Loài này được Nathaniel Wallich đặt tên năm 1832 với danh pháp Amomum gramineum nhưng không có mô tả khoa học kèm theo. Năm 1891, Carl Ernst Otto Kuntze xếp nó trong chi Cardamomum nhưng cũng không có mô tả khoa học. Năm 1894, John Gilbert Baker xếp nó trong chi Amomum và bổ sung mô tả khoa học đầu tiên cho nó. Năm 2018, Jana Leong-Škorničková và Axel Dalberg Poulsen chuyển nó sang chi Wurfbainia.

## Phân bố
Loài này có ở Myanmar.